# RPG-26
Le RPG-26 Aglen est un lance-roquettes antichar jetable développé par l'Union soviétique. Il tire une fusée à un étage avec des ailettes en couteau, qui se déploient après le lancement. La roquette utilise une ogive d'un diamètre de 72,5 mm à charge creuse antichar à explosif unique capable de pénétrer 440 mm d'armure, 1 m de béton armé ou 1,5 m de maçonnerie. Il a une portée effective maximale d'environ 250 m. Une roquette de taille similaire comprend une ogive HEAT légèrement plus lourde et plus puissante et un moteur plus puissant. L'extension limitée du tube de lancement RPG-22 s'est avérée peu utile. Par conséquent, le RPG-26 a un tube de lancement rigide non télescopique. Son très faible poids le rend idéal pour les opérations aéroportées ou amphibies et permet aux troupes de disposer d'une puissance de feu non négligeable avec un minimum d’encombrement.

## Variantes
RChG-2
Le RChG-2 (russe : Реактивная Штурмовая Граната , Reaktivnaïa Chtourmovaïa Granata, Grenade d'assaut propulsée par fusée ) Aglen-2 (Аглень-2) est une variante RPG-26 avec ogive thermobarique. RChG-2 est plus lourd que le RPG-26 à 3,5 kg et a une portée de tir direct réduite de 115 m. Il est destiné à être utilisé contre l'infanterie et les structures plutôt que contre les véhicules blindés.
L'ogive contient 1,16 kg de mélange thermobarique, avec un rendement explosif à peu près égal à celui de 3 kg de TNT. Le propulseur de fusée solide de l'ogive en question provenait du RPG-26 et le fusible de l'ogive TBG-7 utilisée par le RPG-7. L'ogive a une capacité de pénétration déclarée de 300 mm de béton et 500 mm de maçonnerie.

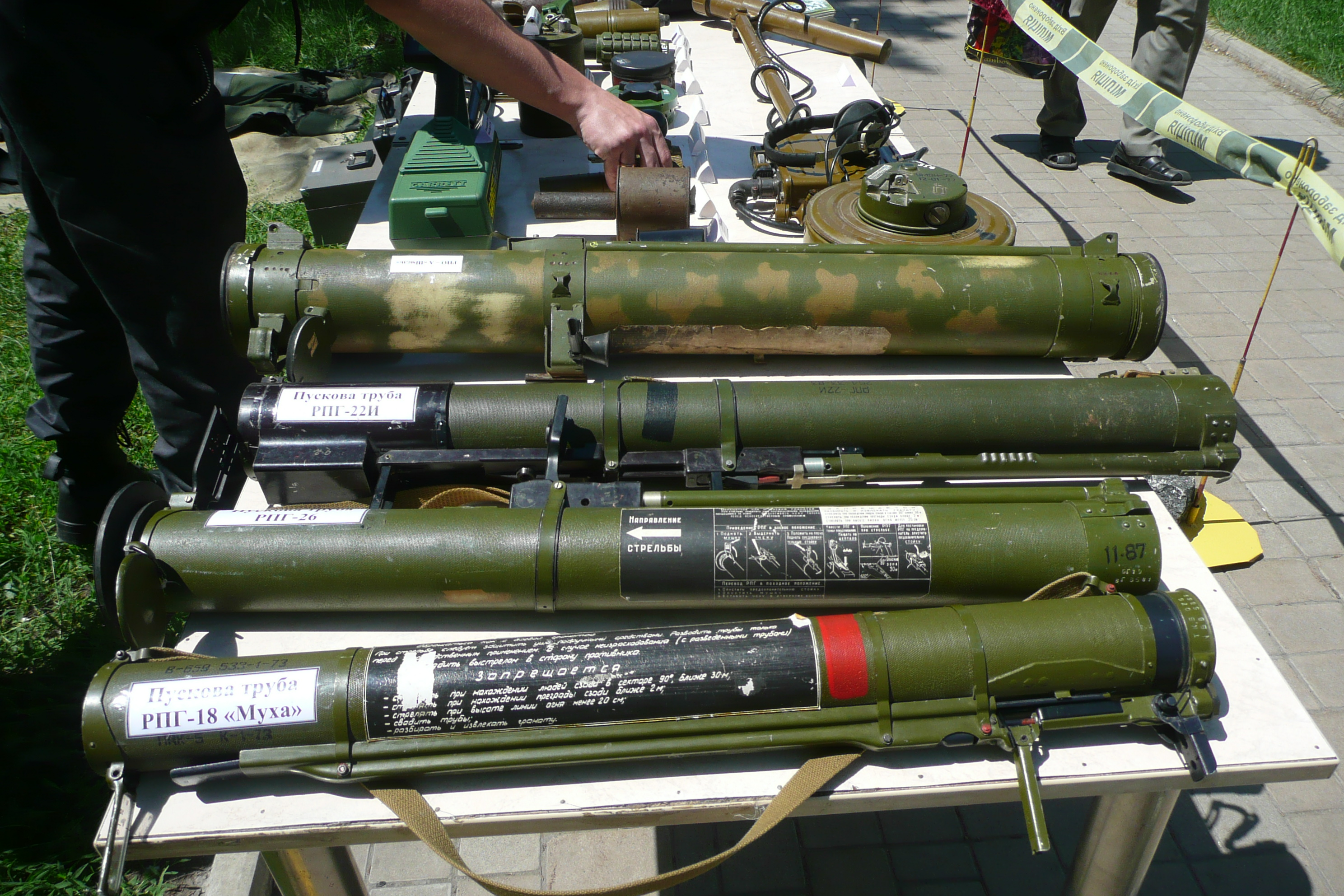
RPG-26 (deuxième à partir du bas) avec des lance-roquettes soviétiques/russes comparables.

## Les opérateurs

### Opérateurs actuels
- Arménie[2]
- Azerbaijan
- Biélorussie
- Chine - RShG-2 variante
- Géorgie - variante PDM-1[3],[4]
- Jordanie
- Russie[5]
- Syrie: Liwa al-Quds[6]
- Ukraine
- Venezuela - RShG-2 variante

### Ancien opérateur
- Union soviétique